# سویت ترک
سویت ترک (به انگلیسی: Sweet Track) یا باریکه سویت  گذرگاهی باستانی در سامرست لولز در انگلستان می‌باشد. سویت ترک کهنترین راه طرح‌ریزی شده شناخته‌شده جهان می‌باشد.
این راه در روند کندن کانی زغال سنگ در ۱۹۷۰ یافته‌شد. پس از یابش این راه Ray Sweet ری سویت نامگذاری شد. همچنین این راه را شیار خورشیدگرفتگی (به انگلیسی: Eclipse Track) نیز نام نهاده‌اند. این راه از مردابی میان جایی که پیشتر جزیره‌ای در وسدی بوده تا بلندی‌های شاپیک کشیده می‌شد و نزدیک به ۲۰۰۰ متر درازا داشته‌است. این راه یکی از چند راهی است که زمانی از لولز می‌گذشتند.
تاریخ ساخت این راه را برپایه حلقه‌های زندگی درخت بهار ۳۸۰۶ (پیش از میلاد) می‌دانند. در دوره نوسنگی این باریکه دارای تیرهایی از جنس درخت زبان گنجشک، درخت بلوط و درخت لیمو بوده‌است که آن‌ها را بر روی تخته‌های چوب بلوط از میان زمین پرآب بدین جا آورده بودند تا پشتیبان گذرگاه باشد. می نماید که بخش‌های پدیدآورنده این سرزمین نمور پیش‌ساخته باشند.
بیشتر این باریکه‌ها سر جای خود به‌جا مانده‌اند و در چند متری آن با سامانه پخش آب تلمبه شده نگهداری می‌شود. بخش‌های این سازه در بریتیش میوزیوم در لندن نگهداری می‌شود و نمونه برابر با اصل آن در پیت مور سنتر نزدیک گلستونبری دیده‌می‌شود.
آشکار شده‌است که این باریکه موازی با باریکه‌ای که ۳۲ سال پیش از آن ساخته و رها شده بوده‌است ساخته‌گردیده. باریکه کهنتر را Post Track نامیده‌اند.